# Philippe Van Leeuw
Philippe Van Leeuw (Bruxelles, 1954) è un regista e direttore della fotografia belga.
Il suo secondo film, Insyriated (2008), ha ricevuto sei premi Magritte, compresi i riconoscimenti come miglior film e miglior regia, detenendo il record di vittorie insieme a Mr. Nobody (2009) fino al 2020, anno in cui il record è stato battuto da Doppio sospetto (2018).

## Filmografia
- Le jour où Dieu est parti en voyage (2009)
- Insyriated (2017)